# محمدرضا عاملی
محمدرضا عاملی سیاست‌مدار ایرانی بود، که در  دوره بیست و دوم  بعنوان نماینده مهاباد در مجلس شورای ملی حضور داشت.